# Informacijska družba
Informacijska družba je družba, v kateri je manipulacija s podobo, razporeditvijo, razširjenostjo in uporabo informacij, pomembno ekonomsko, politično in kulturno delovanje. Ekonomija znanja je njen ekonomski dvojnik, kjer je bogastvo ustvarjeno preko ekonomskega izkoriščanja razumevanja.
Za to obliko družbe je še posebej pomembna informacijska tehnologija, ki ima sicer širše gledano centralno vlogo tudi pri produkciji, ekonomiji in družbi na splošno. Na informacijsko družbo se gleda kot na naslednico industrijske družbe. Bližnje povezani koncepti so post-industrijska družba (Daniel Bell), post-fordizem, post-moderna družba, družba znanja , telematska družba, informacijska revolucija in družba omrežij (Manuel Castells). 

## Razvoj modela informacijske družbe
Eden prvih, ki je razvil koncept informacijske družbe, je bil ekonomist Fritz Machlup. Leta 1933 je Machlup pričel študirati učinek patentov na raziskavo. Višek njegovega dela je bila študija »Produkcija in razporeditev znanja v Združenih državah« leta 1962. Ta knjiga je bila deležna velike pozornosti, bila je dobro sprejeta in tudi sčasoma prevedena v ruski ter japonski jezik. Japonci so med drugim tudi preučevali informacijsko družbo Johoka Shakai (Umesao), ki da pomeni najvišjo stopnjo družbenega razvoja v analogiji z biološko evolucijo. Ta koncept so preučevali že leta 1950 in 1960. 

## Definicija
V znanstveni literaturi se uporablja veliko različnih konceptov za pojmovanje informacijske družbe. Ta segment predstavlja le nekatere vidike. Koncepti kot so ekonomija znanja/informacij, post-industrijska družba, post-moderna družba, informacijska družba, družba omrežij, informacijski kapitalizem, kapitalizem omrežij ipd. kažejo, da je zelo pomembno sociološko vprašanje to, v kateri družbi živimo in kakšno vlogo imajo tehnologije ter informacije v sodobni družbi. Oba vidika sta ključna problema za teoriji informacijske družbe in informacijsko revolucijo. 
Fritz Machlup (1962) je predstavil koncept industrije znanja. Ločil je med petimi sektorji področja znanja: izobrazbeni, raziskovalni in razvojni, množični mediji, informacijska tehnologija, informacijske storitve. Na podlagi te kategorizacije je izračunal, da so leta 1959 v ZDA, 29 % BDP-ja proizvedle industrije znanja. 
Peter Drucker (1969) je trdil, da obstaja prehod iz na materialnih dobrinah temelječe ekonomije, na ekonomijo temelječo na znanju. Marc Porat (1977) loči med primarnim (informacijske dobrine in storitve, ki se neposredno uporabijo pri produkciji, distribuciji ali procesiranju informacij) in sekundarnim sektorjem (informacijske storitve, ki so namenjene notranji potrošnji s strani vlade in ne-informacijskih podjetij) informacijske ekonomije. Porat uporablja skupno vrednost, kjer doda primarni in sekundarni sektor k BDP-ju, kot indikatorju informacijske ekonomije. OECD (Organizacija za ekonomsko sodelovanje in razvoj) je uporabila Porat-ovo definicijo za izračunavanje deleža informacijske ekonomije v skupni ekonomiji (za primer OECD 1981, 1986). Na podlagi teh indikatorjev je bila informacijska družba opredeljena kot družba, kjer je več kot polovica BDP-ja proizvedena s strani informacijske ekonomije, v kateri mora biti aktivnih več kot polovica zaposlenih (Deutsch 1983).
Daniel Bell pravi, da je indikator za informacijski značaj družbe, število zaposlenih, ki proizvajajo storitve in informacije. »Post-industrijska družba temelji na storitvah. (…) Kar šteje ni gola mišična moč ali energija, pač pa informacija. (…) V post industrijski družbi večina zaposlenih ni vključenih v proizvodnjo otipljivih dobrin « (Bell 1976: 127, 348). 
Alain Touraine je že leta 1971 govoril o post-industrijski družbi. »Prehod v postindustrijsko družbo se zgodi takrat, ko so investicije rezultat produkcije simboličnih dobrin, ki modificirajo vrednote, potrebe, predstave, veliko bolj kot v primeru produkcije materialnih dobrin ali celo »storitev«. Industrijska družba je spremenila sredstva proizvodnje: post-industrijska družba spreminja cilje proizvodnje, to je, kulturo. (…) Ključna točka tu je, da je v postindustrijski družbi prav vsak segment ekonomskega sistema predmet posredovanja družbe nad sabo. Zaradi prej omenjenega dejstva ji lahko rečemo programirana družba, saj ta fraza obsega njeno zmožnost po ustvarjanju modelov vodenja, produkcije, organizacije, distribucije in potrošnje. Tako se tovrstna družba pojavlja na vseh svojih funkcionalnih nivojih, kot proizvod delovanja, ki ga je izvedla družba sama, in ne kot rezultat naravnih zakonov ali kulturnih lastnosti « (Touraine 1988: 104). V programirani družbi bi postala industrializirana tudi področja kulturne reprodukcije, vključujoč z aspekti kot so informacija, potrošnja, zdravje, raziskovanje, izobraževanje. Touriane s tem, ko pravi, da moderna družba povečuje svojo zmožnost delovanja nad sabo, misli na to, da družba ponovno investira še večje dele proizvodnje in se tako proizvaja ter transformira. Ta ideja je zgodnja formulacija pojma kapitalizma kot samo-nanašajoče se ekonomije (Fuchs 2004).  
Jean-François Lyotard (1984: 5) je mnenja, da je »znanje postalo glavna sila produkcije v zadnjih nekaj desetletjih«. Znanje naj bi se pretvorilo v blago. Lyotard pravi, da je s postindustrijsko družbo znanje postalo dostopno nestrokovnjaku, saj naj bi se znanje in informacijske tehnologije razpršili znotraj družbe in tako razdrli velike pripovedi o centraliziranih strukturah in skupinah. Lyotard opisuje te spreminjajoče se okoliščine kot postmoderno stanje ali postmoderno družbo. 
Podobno kot Bell, Peter Otto in Philipp Sonntag (1985) pravita, da je informacijska družba družba, kjer večina zaposlenih dela v informacijskih službah, se pravi, da se bolj ukvarjajo z informacijami, signali, simboli in podobami kot pa z energijo in materijo. Radovan Richta (1977) pravi, da se je družba preoblikovala v znanstveno civilizacijo, temelječo na storitvah, izobraževanju in ustvarjalnih aktivnostih. Ta transformacija naj bi bila rezultat znanstveno-tehnološke preobrazbe temelječe na tehnološkem napredku in vse večjemu pomenu računalniške tehnologije. Znanost in tehnologija naj bi postali neposredni sili proizvodnje. 
Nico Stehr (1994, 2002a, b) pravi, da v družbi znanja, večina služb vključuje delo z znanjem. »Sodobno družbo lahko opredelimo kot družbo znanja, ki temelji na obsežnem prežemanju vseh njenih sfer življenja in institucij z znanstvenim in tehnološkim znanjem« (Stehr 2002b: 18). Za Stehr-a je znanje zmožnost za družbeno delovanje. Znanost bi postala neposredna produkcijska sila, znanje ne bi bilo več primarno utelešeno v strojih, ampak bi bila že prilagojena narava, ki predstavlja znanje, prilagojeno glede na določene oblike in programe (Ibid.: 41-46). Za Stehr-a ekonomije družbe znanja ne vodijo materialni vložki, pač pa simbolični ali na znanju temelječi vložki (Ibid.: 67). Tu bi bilo veliko število poklicev, ki vključujejo delo z znanjem, in zmanjšano število služb, ki zahtevajo nizke kognitivne sposobnosti, tudi v proizvodnji (Stehr 2002a). 
Tudi Alvin Toffler pravi, da je znanje centralno sredstvo v ekonomiji informacijske družbe: »V tretjem valu ekonomije je centralno sredstvo – ena sama beseda, ki na splošno zaobsega podatke, informacije, podobe, simbole, kulturo, ideologijo in vrednote – aktivno znanje« (Dyson/Gilder/Keyworth/Toffler 1994). 
V zadnjih letih je v teoriji informacijske družbe dobil posebno mesto koncept družbe omrežij. Za Manuela Castellsa je logika omrežja, poleg informacije, prodornosti, fleksibilnosti in konvergence, centralna značilnost paradigme informacijske tehnologije (2000a: 69ff). »Ena izmed ključnih lastnosti informacijske družbe je logika mrežnega povezovanja, njegove osnovne strukture, ki pojasnjuje uporabo koncepta »družbe omrežij«« (Castells 2000: 21). »Kot zgodovinski trend so prevladujoče funkcije in procesi v informacijski dobi vse bolj organizirani okrog omrežij. Omrežja tvorijo novo družbeno morfologijo naših družb, kjer razpršenost logike mrežnega povezovanja znatno oblikuje delovanje in rezultate v procesih produkcije, izkušnje, moči in kulture« (Castells 2000: 500). Za Castellsa je družba omrežij rezultat informacionalizma, nove tehnološke paradigme. Jan Van Dijk (2006) definira družbo omrežij kot »družbeno formo z infrastrukturo družbenih in medijskih omrežij, ki omogočajo njeno primarno obliko organizacije na vseh ravneh (individualni, skupinski/organizacijski in družbeni). Vedno bolj ta omrežja povezujejo vse enote ali dele te forme (posameznike, skupine in organizacije)« (Van Dijk 2006: 20). Za Van-a Dijk-a so omrežja postala živčni sistem družbe, medtem ko Castells povezuje koncept družbe omrežij s kapitalističnim preoblikovanjem, Van Dijk nanj gleda kot na logični rezultat vse večjega širjenja in zgoščevanja omrežij v naravi in družbi. David Barney (2004) uporablja izraz za opis družb, ki kažejo dve bistveni značilnosti: »Prva je prisotnost v tistih družbah, kjer so tehnologije (skoraj izključno digitalne) omrežnega upravljanja/distribucije, komunikacije in informacij, tehnologije, ki tvorijo osnovno infrastrukturo s posredovanjem vse večje množice družbenih, političnih in ekonomskih praks. (…) Kot druga, domnevno bolj zanimiva karakteristika družb omrežij, je reprodukcija in institucionalizacija znotraj (in med) teh družb omrežij kot temeljno obliko človeške organizacije in zveze čez široko področje družbenih, političnih in ekonomskih konfiguracij in združenj« (Barney 2004: 25sq). 
Ključna kritika, ki jo konceptom kot so informacijska družba, družba znanja, družba omrežij, postmoderna družba, postindustrijska družba itd., pripisujejo kritični poznavalci je ta, da ustvarjajo vtis, da smo ponovno vstopili v novo obliko družbe. »Če je tam nekje še več informacij, potem je težko razumeti, kako lahko nekdo predlaga, da je to kar imamo pred seboj nekaj radikalno novega« (Webster 2002a: 259). Kritiki, kot je Frank Webster, pravijo, da ti pristopi sprožajo nepovezanost, kot da sodobna družba ne bi imela nič skupnega z družbo izpred 100 ali 150 let nazaj. Tovrstne domneve naj bi imele ideološki značaj, saj sodijo v okvir, ki pravi, da ne moremo storiti nič glede spremembe in moramo sprejeti obstoječe politične realnosti (Webster 2002b: 267). Ti kritiki pravijo, da je sodobna družba v prvi vrsti še vedno kapitalistična družba, naravnava na kopičenje ekonomskega, političnega in kulturnega kapitala. Priznavajo, da teorije informacijske družbe izpostavljajo nekaj pomembnih novih značilnosti družbe (najbolj opazni sta globalizacija in informatizacija), vendar opozarjajo, da neuspešno prikazujejo, da so to atributi vseh kapitalističnih struktur. Kritiki, kot je npr. Webster, vztrajajo na stalnostih, ki označujejo spremembo. Na ta način Webster razlikuje med različnimi obdobji kapitalizma: »laissez-faire« kapitalizem v 19. stoletju, kapitalizem sodelovanja v 20. stoletju in informacijski kapitalizem v 21. stoletju (Webster 2006). 
Ostali kritiki so za opisovanje sodobne družbe, ki temelji na dialektiki med novim in starim, povezanostjo in nepovezanostjo, predlagali mnogo izrazov kot so: 
- transnacionalni kapitalizem omrežij, transnacionalni informacijski kapitalizem (Christian Fuchs 2008, 2007):

»Računalniška omrežja so tehnološki temelj, ki je omogočil pojav globalnega kapitalizma omrežij, to je, režimov akumulacije, regulacije in discipline, ki pomagajo osnovati akumulacijo ekonomskega, političnega in kulturnega kapitala na transnacionalne omrežne organizacije, ki izrabljajo medmrežje in druge nove tehnologije za globalno koordinacijo in komuniciranje. […] Potreba po iskanju novih strategij za izvajanje korporacijske in politične dominacije, se je pokazala v preoblikovanju kapitalizma, ki je označen s pojavom transnacionalnih ter omrežnih prostorov v ekonomskem, političnem in kulturnem sistemu in je bil posredovan preko medmrežja kot orodje za globalno koordinacijo in komunikacijo. Ekonomski, politični in kulturni prostor je bil preoblikovan; postali so bolj spremenljivi in dinamični, razširili so svoje meje na transnacionalno raven. Z vključitvijo in izključitvijo vozlišč so se spoprijeli na fleksibilne načine. Ta omrežja so kompleksna zaradi velikega števila vozlišč (posamezniki, podjetja, skupine, politični akterji itd.), ki so lahko vsebovana in zaradi visoke hitrosti pri kateri je veliko število sredstev proizvedenih in transportiranih znotraj njih. Vendar pa globalni kapitalizem omrežij temelji na strukturnih neenakostih; sestavljen je iz delnih prostorov, v katerih središčne točke (transnacionalne korporacije, specifični politični akterji, regije, države, zahodni načini življenja in svetovni pogledi) centralizirajo produkcijo, kontrolo in tokove ekonomskega, političnega in kulturnega kapitala (lastnina, moč, zmožnosti definicije). Ta segmentacija je odraz vsesplošnega tekmovalnega značaja sodobne družbe« (Fuchs 2008: 110+119). 
- digitalni kapitalizem (Schiller 2000, cf. also Peter Glotz 1999): »omrežja neposredno in bolj kot kdajkoli prej, generalizirajo družbeni in kulturni obseg kapitalistične ekonomije« (Schiller 2000: xiv),
- virtualni kapitalizem: »kombinacija trženja in nove informacijske tehnologije, bo določenim podjetjem omogočila višje profitne presežke in večje tržne deleže ter bo tako promovirala večjo koncentracijo in centralizacijo kapitala« (Dawson/John Bellamy Foster 1998: 63sq),
- visoko-tehnološki kapitalizem (Haug 2003), ali informatični kapitalizem (Fitzpatrick 2002) – osredotočanje na računalnik kot vodilno tehnologijo, ki je preoblikovala produkcijske sile kapitalizma in je omogočila globalno ekonomijo.
- Drugi strokovnjaki raje govorijo o kapitalizmu informacije (Morris-Suzuki 1997) ali informacijskem kapitalizmu (Manuel Castells

2000, Christian Fuchs 2005, Schmiede 2006a, b). Manuel Castells vidi informacionalizem kot novo tehnološko paradigmo (govori o obliki razvoja), katero označujejo »množenje, procesiranje in prenašanje informacije«, le-te karakteristike pa so postale »glavni viri produktivnosti in moči« (Castells 2000: 21). Najbolj odločilen faktor pospeševanja, usmerjanja in oblikovanja paradigme informacijske tehnologije ter povzročanja njenih družbenih oblik, je bil oziroma je proces preoblikovanja kapitalistov, ki se dogaja že od leta 1980, tako da je novi tehno-ekonomski sistem lahko primerno označen kot informacijski kapitalizem (Castells 2000: 18). Castells je teorijam informacijske družbe dodal idejo, da so v sodobni družbi prevladujoče funkcije in procesi povečano organizirani okrog omrežij, ki tvorijo novo družbeno morfologijo družbe (Castells 2000: 500). Nicholas Garnham (2004) je kritičen do Castells-a in pravi, da je prej omenjeno mnenje tehnološko determinirano, saj Castells izpostavlja, da njegov pristop temelji na dialektiki tehnologije in družbe, v kateri tehnologija zaobjema družbo in družba uporablja tehnologijo (Castells 2000: 5sqq). Vendar pa Castells tudi jasno pove, da vzpon nove »oblike razvoja«, oblikuje produkcija kapitalistov, to je preko družbe, ki namiguje, da tehnologija ni edina vodilna sila v družbi.  
- Antonio Negri in Michael Hardt pravita, da je sodobna družba imperij, ki ga označuje le ena globalna logika, dominacija kapitalistov, ki pa temelji na nematerialnem delu. S konceptom nematerialnega dela Negri in Hardt predstavljata ideje o diskurzu informacijske družbe v okviru njunega marksističnega pogleda o sodobnem kapitalizmu. Nematerialno delo je delo, ki »ustvarja nematerialne produkte, kot so znanje, informacije, komunikacije, zveza ali emocionalni odziv« (Hardt/Negri 2005: 108; tudi 2000: 280-303), ali storitve, kulturne proizvode, znanje (Hardt/Negri 2000: 290). Obstajata dve obliki: intelektualno delo katerega rezultat so ideje, simboli, kode, teksti, jezikovne značilnosti, podobe itd.; in emocionalno delo, ki proizvaja in manipulira z emocijami kot so občutek miru, zadovoljstva, dobrega počutja, razburjenja, strasti, sreče, žalosti itd.

Neo-marksistični pogledi podobno poudarjajo, da so znanje, informacijske tehnologije in računalniška omrežja, igrali pomembno vlogo pri preoblikovanju in globalizaciji kapitalizma ter pojavu fleksibilnega režima akumulacije (David Harvey 1989). Opozorili so na to, da so nove tehnologije vpete v družbena nasprotovanja, ki povzročajo strukturno nezaposlenost, dvig revščine, družbeno izključenost, deregulacijo države blaginje in delavskih pravic, nižje plače, vojne itd.
Koncepti kot so družba znanja, informacijska družba, družba omrežij, informacijski kapitalizem, postindustrijska družba, transnacionalni kapitalizem omrežij, postmoderna družba itd., kažejo na intenzivno diskusijo v sodobni sociologiji o značaju sodobne družbe in vlogo, ki jo v njej igrajo tehnologije, informacije, komunikacija in sodelovanje. Teorija informacijske družbe se ukvarja z vlogo informacij in informacijske tehnologije v družbi, z vprašanjem kateri ključni koncepti naj bodo uporabljeni za označevanje sodobne družbe, in kako definirati takšne koncepte. To je postala specifična veja sodobne sociologije. 

## Kaj pomeni informacijska družba
Trenutno ni univerzalno sprejetega koncepta o tem, kaj točno lahko pojmujemo kot informacijsko družbo pa tudi kaj naj ne bi. Večina teoretikov se strinja, da lahko vidimo transformacijo, ki se je začela nekje okrog leta 1970 in traja še danes, pri tem pa gre za spreminjanje načina, kako družbe v osnovi delujejo. Informacijska tehnologija ni samo internet, obstajajo tudi diskusije o tem, kako velik je dejansko vpliv določenega medija oziroma določene oblike produkcije.  
Nekateri ljudje, med njimi tudi Antonio Negri in Newt Gingrich, opredeljujejo informacijsko družbo kot družbo v kateri ljudje opravljajo nematerialno delo. S tem se očitno navezujejo na produkcijo znanja ali kulturnih artefaktov. Eden izmed problemov tega modela je ta, da se ne ozira na materialno in osnovno industrijsko podlago družbe. Kljub temu pa se izpostavlja problem delavcev, predvsem koliko kreativnih ljudi ta družba potrebuje za normalno funkcioniranje? Na primer, po vsej verjetnosti potrebujemo le nekaj znanih umetnikov, prej kot preobilico ne-zvezdnikov, saj je delo teh umetnikov lažje porazdeliti, s tem ko so slabši umetniki potisnjeni na dno trga dela. Trenutno je aktualno, da založniki promovirajo le svoje najbolje prodajane avtorje in se skušajo izogibati ostalih, kljub temu, da ostali še vedno prodajajo povprečno. Filme se vse bolj pogosto ocenjuje glede na prodajo, glede na zaslužek v prvem tednu predvajanja, kar v velikih primerih zmanjšuje možnosti ustnega razvoja. 
Ideja o informacijski družbi sproža še en problem, in sicer ni splošno sprejete definicije tega termina, saj ne more vključevati le umetnosti, tekstov, načrtov in znanstvenih teorij, pač pa tudi laži, rezultate nogometnih tekem, malenkosti, naključne črke, napake in tako naprej. Informacija ni nujno produktivna ali uporabna. Lahko je tudi škodljiva. 
Glede na to, da se metafore in tehnologije informacij pomikajo naprej v recipročni zvezi, lahko nekatere družbe opisujemo (še posebno japonsko družbo) kot informacijske družbe le zato, ker nanje gledamo kot take (James Boyle, 1996, 6).

## Druga in tretja narava
Kot je bilo že prej omenjeno, informacijska družba predstavlja načine, kako informacijo prenesemo iz enega mesta na drugega (Wark, 1997, p22). S tem ko je tehnologija skozi čas postala naprednejša, je napredoval tudi način izmenjavanja informacij med ljudmi.  
Druga narava se nanaša na skupino izkušenj, ki se ustvarijo preko kulture (Wark, 1997, p23). Nato se preoblikujejo v nekaj drugega, s tem lahko povzamejo neki nov pomen. Mi kot družba preoblikujemo ta proces tako, da za nas postane nekaj povsem naravnega, to imenujemo druga narava. S sledenjem določenim kulturno ustvarjenim vzorcem, smo sposobni prepoznati, kako uporabljamo in premikamo informacije na različne načine. Tako izmenjava informacij preko različnih časovnih con (kot je na primer pogovor preko spleta), kot tudi dejstvo, da informacije končajo na povsem drugi lokaciji (pošiljanje pisma čez ocean), nam je postalo običajen proces, ki ga kot družba jemljemo za samoumevnega (Wark, 1997, p21). 
Kakorkoli, s procesom izmenjave vektorjev informacij, lahko širimo informacije še dlje. Z uporabo teh vektorjev se lahko informacija prenaša in nato loči od začetnih stvari, ki so omogočile ta prenos (Wark, 1997, p24). Od tu naprej se razvije tako imenovana tretja narava. Nadaljevanje druge narave je tretja narava, ki jo nadzoruje druga narava. Razširja se tam, kjer je druga narava omejena. Ima zmožnost oblikovanja informacij, in sicer na nove ter različne načine. Torej, tretja narava se lahko pospeši, širi, deli, mutira in pojavi od drugod (Wark, 1997, p25). Skuša ustvariti ravnotežje med mejami prostora in časa (glej druga narava). To se vidi na primeru telegrafa, bil je prva uspešna tehnologija, ki je lahko pošiljala in prejemala informacije hitreje kot je lahko človeško bitje premikalo objekte (Wark, 1997, p26). Kot rezultat različnih vektorjev imajo ljudje sposobnost ne le oblikovati kulturo pač pa ustvarjati nove možnosti, ki bodo konec koncev oblikovale družbo. 
Preko uporabe druge in tretje narave lahko družba uporablja in raziskuje nove vektorje možnosti, kjer so lahko informacije oblikovane tako, da ustvarjajo nove oblike interakcije (Wark, 1997, p28). 

## Sorodni pojmi
Številni trenutno uporabljeni izrazi poudarjajo povezane, vendar različne poglede na pojav globalnega ekonomskega reda. Informacijska družba predvideno najbolj zaobsega mnenje, da je ekonomija element družbe. Informacijska doba je na neki način omejujoča, v tem smislu, da se nanaša na 30 let dolgo obdobje, med začetkom razširjene uporabe računalnikov in ekonomije znanja, ne pa na nastajanje ekonomskega reda. Doba znanja se nanaša na naravo vsebine in ne na socioekonomske procese, preko katerih se bo začela menjati. Računalniška revolucija in revolucija znanja se nanašata na specifične revolucionarne prehode in ne na končno stanje h kateremu se premikamo. Informacijska revolucija se povezuje z uveljavljenima terminoma agrikulturna revolucija in industrijska revolucija.  
Informacijska ekonomija in ekonomija znanja poudarjata vsebino ali intelektualno lastnino, ki se izmenja preko trga informacij oziroma trga znanja. Elektronska trgovina in elektronski posel poudarjata naravo transakcij in vodenja posla, oziroma uporabe interneta in svetovnega spleta. Digitalna ekonomija se namesto atomov v fizičnem prostoru, osredotoča na trgovanje z biti v spletnem prostoru. Ekonomija omrežij poudarja, da bo posel na spletu deloval v celoti ali pa kot del poslovnih ekosistemov, in ne kot samostojne enote. Družbeno mrežno povezovanje se nanaša na proces sodelovanja na masovnih, globalnih ravneh. Internetna ekonomija se osredotoča na naravo trgov, ki jih omogoča internet. Storitve znanja in vrednost znanja postavljata vsebino v ekonomski kontekst. Storitve znanja integrirajo upravljanje z znanjem znotraj organizacije znanja, ki se prodaja na trgu znanja. 
Kljub navidezni podobnosti, vsak termin izraža več kot nianse ali nekoliko drugačne poglede na eno in isto zadevo. Vsak termin predstavlja en atribut domnevne narave ekonomskega delovanja pri pojavu post-industrijske družbe. Alternativno, novi ekonomski red bo spojil vse zgoraj omenjene in še druge atribute, ki se še niso v celoti pojavili. 

## Intelektualno premišljevanje o lastnini
Eden izmed centralnih paradoksov informacijske družbe je ta, da se lahko informacije enostavno reproducira, kar vodi v različne oblike svobode/probleme z nadzorom povezanim z intelektualno lastnino. Zdi se, da posel in kapital, katerih glavni motiv postane produciranje in prodajanje informacij in znanja, zahtevata kontrolo nad temi novimi sredstvi za bolj učinkovito upravljanje in prodajo, kot osnova informacijske ekonomije. Kakorkoli, takšna kontrola se zdi problematična tako iz tehničnega kot iz družbenega vidika. Tehničnega zato, ker se da zaščito pred kopiranjem pogosto z lahkoto obiti in pa tudi zato, ker je družbeno zavrnjeno, saj se lahko zgodi, da uporabniki in člani informacijske družbe niso pripravljeni sprejeti absolutne komodifikacije dejstev in informacij, ki sestavljajo njihovo okolje. 
Rešitev tega problema leži v zakonsko določenih pravicah zaščite pred kopiranjem (primer »Digital Millennium Copyright Act« v ZDA in podobni primeri tudi drugod), ki določajo kopiranje zaščitenih stvari kot ilegalno, vse od odprto kodnih gibanj, ki skušajo spodbujati in razširiti »svobodo« različnih produktov informacij (kot »gratis« ali brez stroškov, in prostost kot svoboda do uporabe, raziskovanja in delitve). 
Opomba: Termin informacijska družba pogosto uporabljajo politiki predvsem kot »zdaj vsi uporabljamo internet«; sociološki termin informacijska družba (ali informatična družba) ima nekatere globlje povezave s spremembo družbene strukture. 
Oglejte si še: World Summit on the Information Society (WSIS)
The Information Society je tudi naslov sociološkega časopisa, ki je bil ustanovljen 1981 in se definira kot »kritični forum za vodilne analize vplivov, politik, sistemskih konceptov in metodologij v zvezi z informacijskimi tehnologijami in spremembami v družbi ter kulturi« (domača stran). 
- The Information Society (journal)

Informacijska družba je tudi ime mednarodne multi-konference.
Information Society  je bilo tudi ime glasbene skupine, oglejte sistran o  Information Society.